# Paolo Serrao
Paolo Serrao (Filadelfia, Calabria, 11 de abril de 1830 - Nápoles, 17 de marzo de 1907) fue un pianista y compositor italiano.
Serrao fue profesor de composición en el Conservatorio de San Pietro a Maiella en Nápoles durante muchos años, donde enseñó a muchos músicos italianos famosos, destanco entre ellos a Giuseppe Martucci, Umberto Giordano, Leopoldo Mugnone, Michele Esposito, Francesco Cilea, Franco Alfano, Luigi Denza y Alessandro Longo.
Compuso cinco óperas, de las cuales Pergolesi fue la más exitosa. Sus otras composiciones incluyen conciertos y música sacra.

## Obra selecionada
Ópera
- L'impostore, Ópera semiseria (1850)
- Leonora dei Bardi, Ópera seria (1853)
- Pergolesi, Melodramma semiserio en 3 actos (1857); libreto de Federico Quercia
- La Duchessa di Guisa, Melodramma in 4 acts (1865); libreto de Francesco Maria Piave
- Il Figliuol Prodigo, Ópera en 4 actos (1868); libreto de Achille de Lauzières

Orquestal
- Sinfonia

Música de cámara
- Andante e Fuga para cuarteto de cuerda
- Elegia para violín (o chelo) y piano
- Minuetto para Arpa o piano

Coral
- Requiem para coro mixto y orquesta
- Gli Ortonesi in Sciò, Oratorio